# Honda Civic (одинадцяте покоління)
Honda Civic одинадцятого покоління (FE/FL) — компактний автомобіль (С-сегмент), який Honda виробляє з 2021 року, замінивши Civic десятого покоління. 
Він був запущений на ринок Північної Америки в червні 2021 року, в Південно-Східній Азії в серпні, Японії та Китаї у вересні та в Австралії та Новій Зеландії в грудні, також запущений у Пакистані в березні 2022 року, а потім у Європі наприкінці 2022 року. Варіант фастбек / ліфтбек (продається як «Civic Hatchback») був представлений 23 червня 2021 року для Північної Америки та Японії.  Це покоління також є першим Civic після другого покоління, який не пропонує дводверну версію (тридверний хетчбек або дводверне купе) через зниження продажів. 

## Розробка
Розробкою Civic одинадцятого покоління керував керівник великого проекту Томоюкі Ямагамі.   Компанія Honda назвала підхід до дизайну моделі «людина-максимум, машина-мінімум». 
Honda змістила нижню частину стійок лобового скла назад на 50 мм, який подовжує капот з міркувань стилю. Модель також використовує низьку лінію пояса та бічні дзеркала, встановлені на дверях, які раніше використовували Civic восьмого та дев’ятого поколінь для покращення видимості.
Конструкція кузова отримала 8-відсоткове підвищення жорсткості на кручення та 13-відсоткове покращення жорсткості на вигин порівняно з попереднім поколінням, що підтримує покращення їзди, керованості та NVH . Налаштування підвіски було налаштовано таким чином, щоб отримати максимальну перевагу від більш жорсткої конструкції кузова та додаткових 36 мм колісної бази для покращення якості їзди. 
У цьому поколінні Civic Hatchback має профіль фастбека, «натхненний купе», подібний до ліфтбеків. У порівнянні з моделлю седан Honda вкоротила задній звис на 124 мм, зберігаючи ту саму довжину колісної бази та задні двері.
Поряд із Йорії в Японії, Civic Hatchback виробляється в США на заводі в Ґрінсбурзі, штат Індіана, причому останній був першим випадком, коли Civic Hatchback був побудований у США (хоча інші типи кузова Civic виготовлялися в США з 1986 року). 

### Ліфтбек

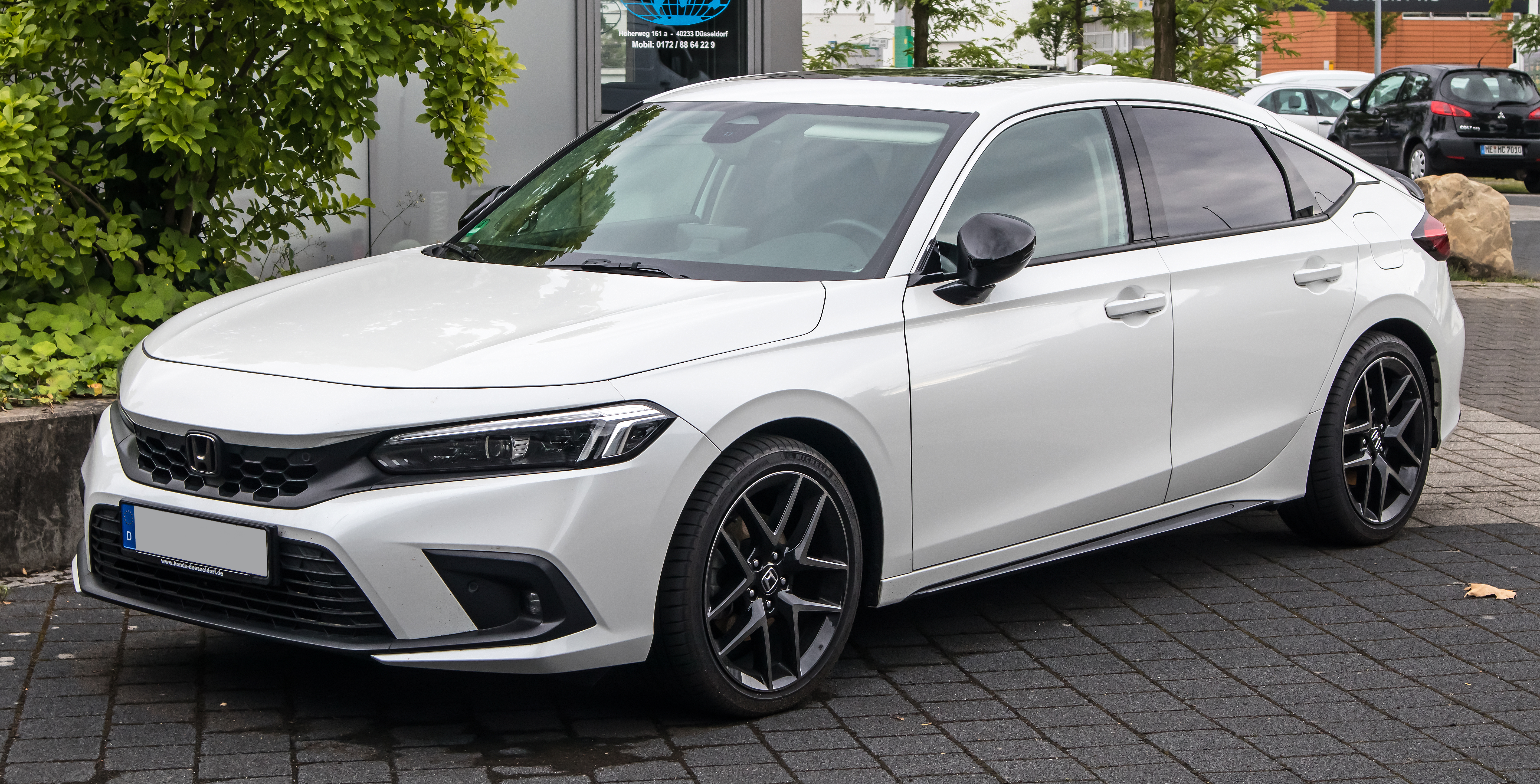
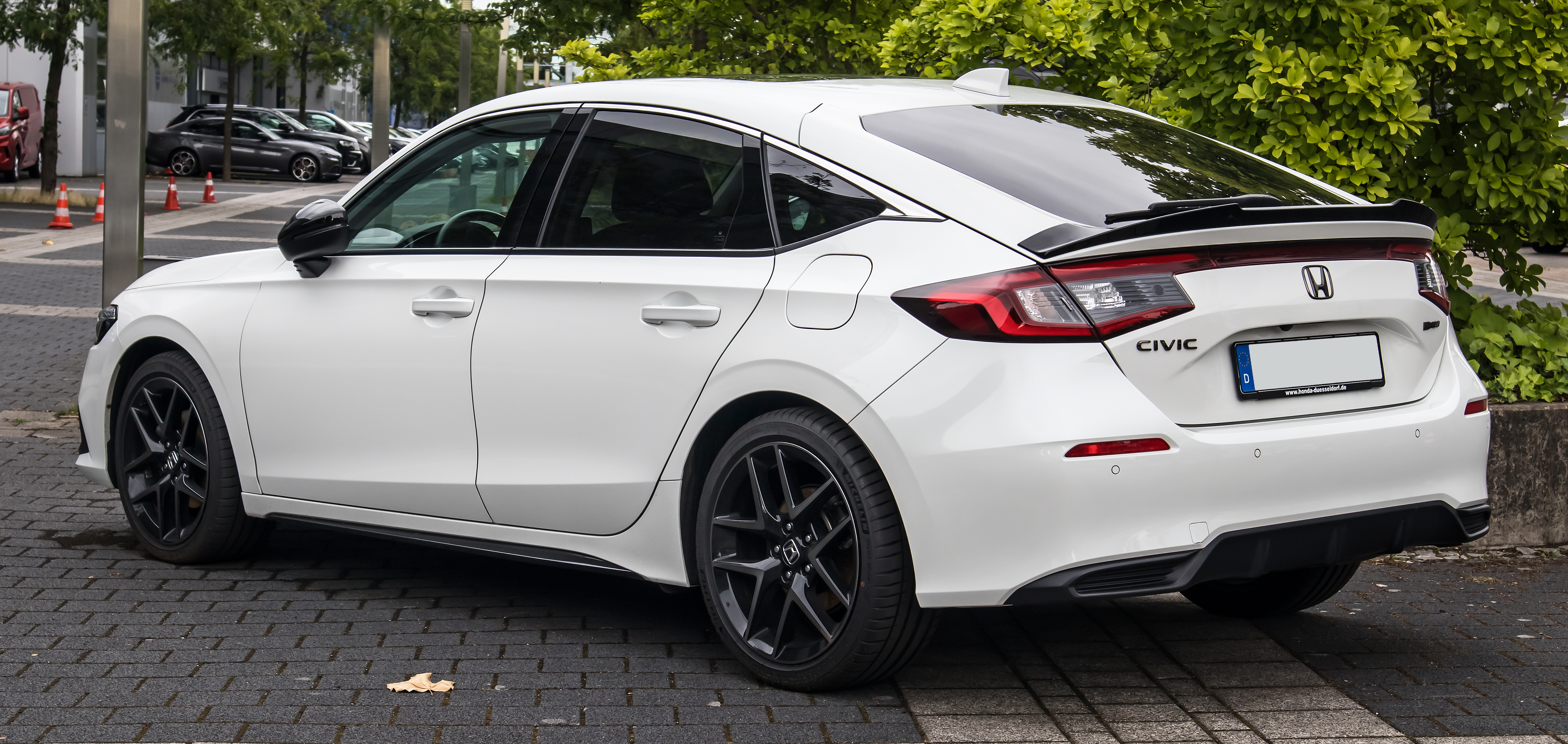

### Седан

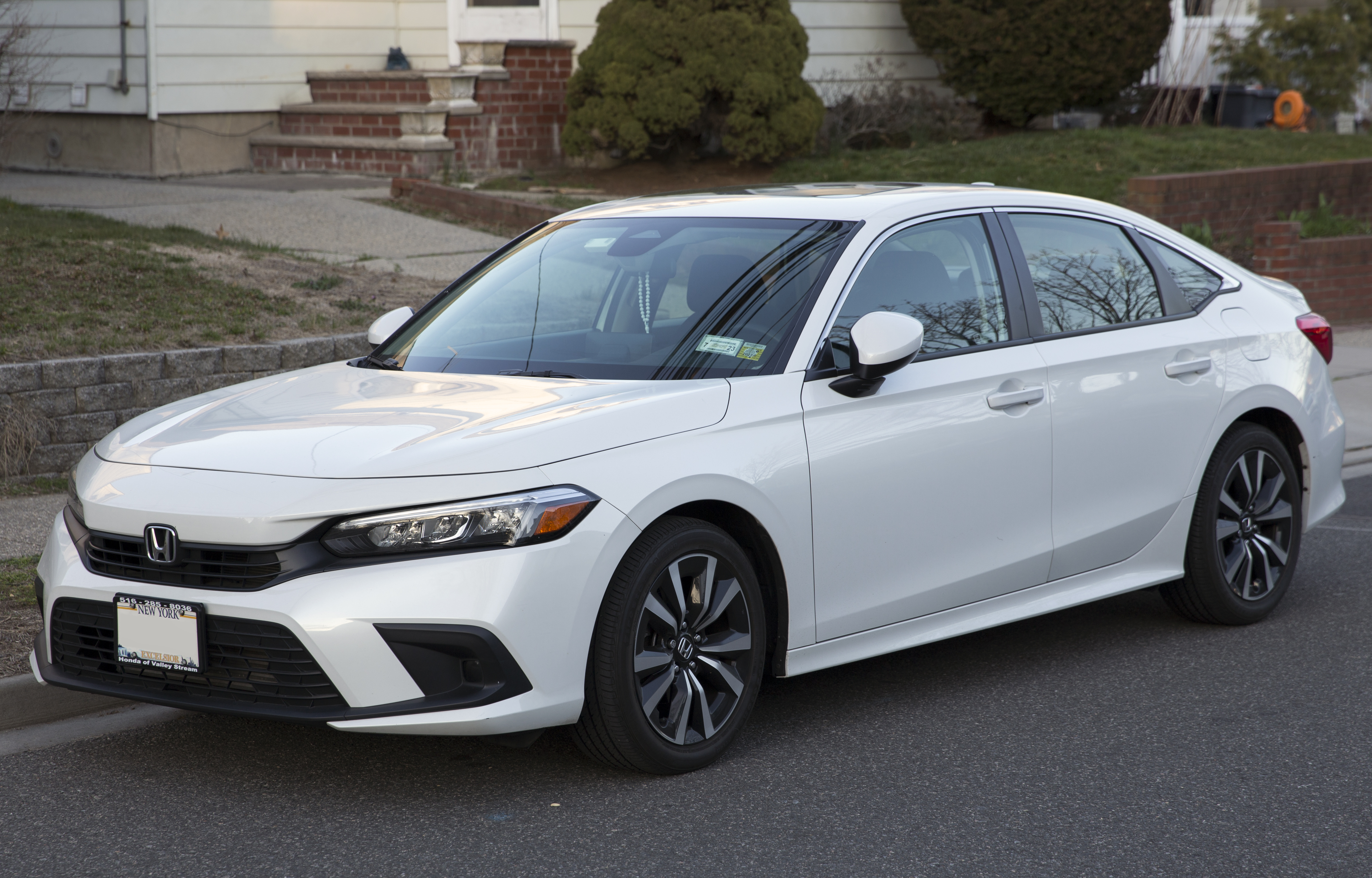
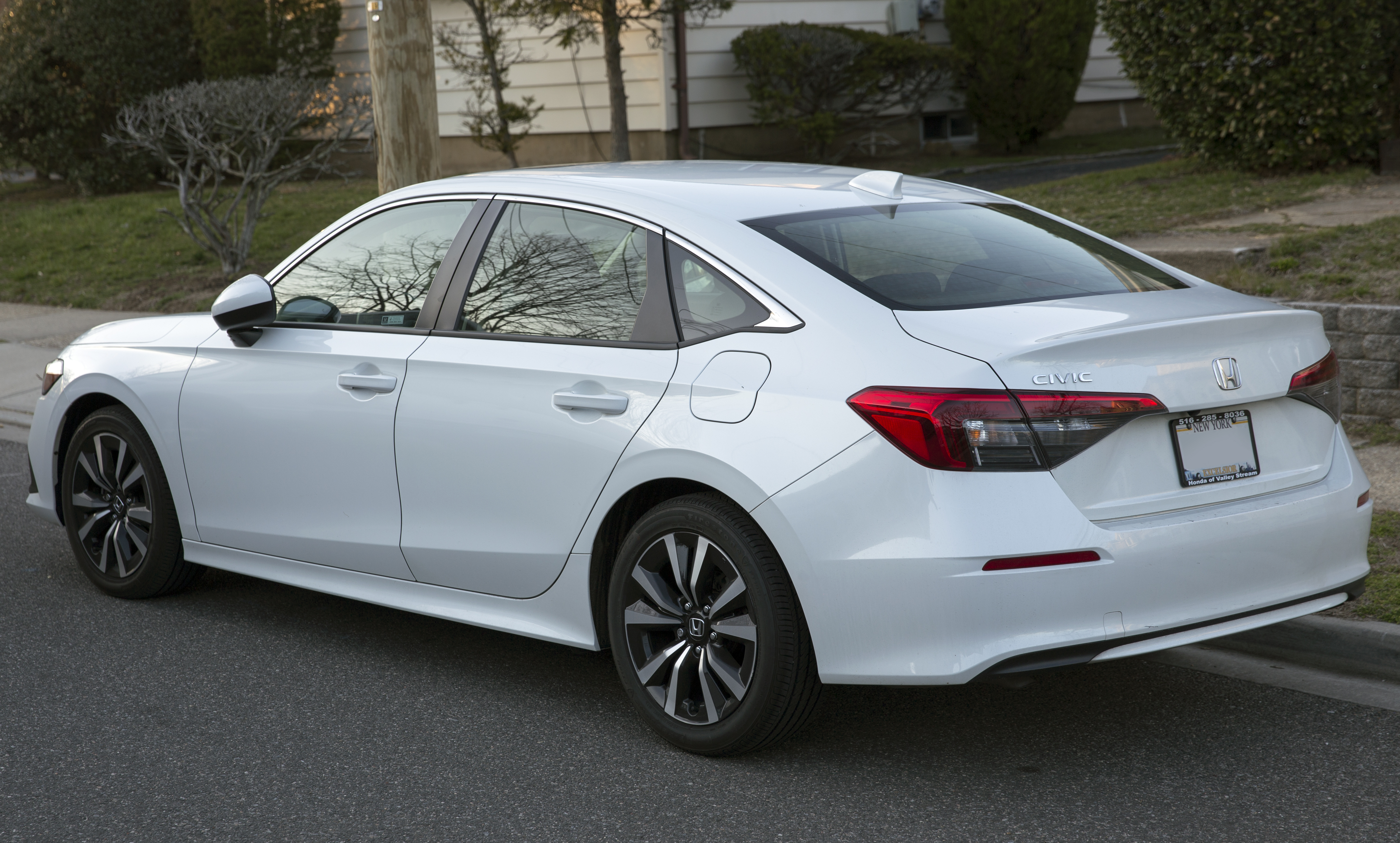

### Інтер’єр

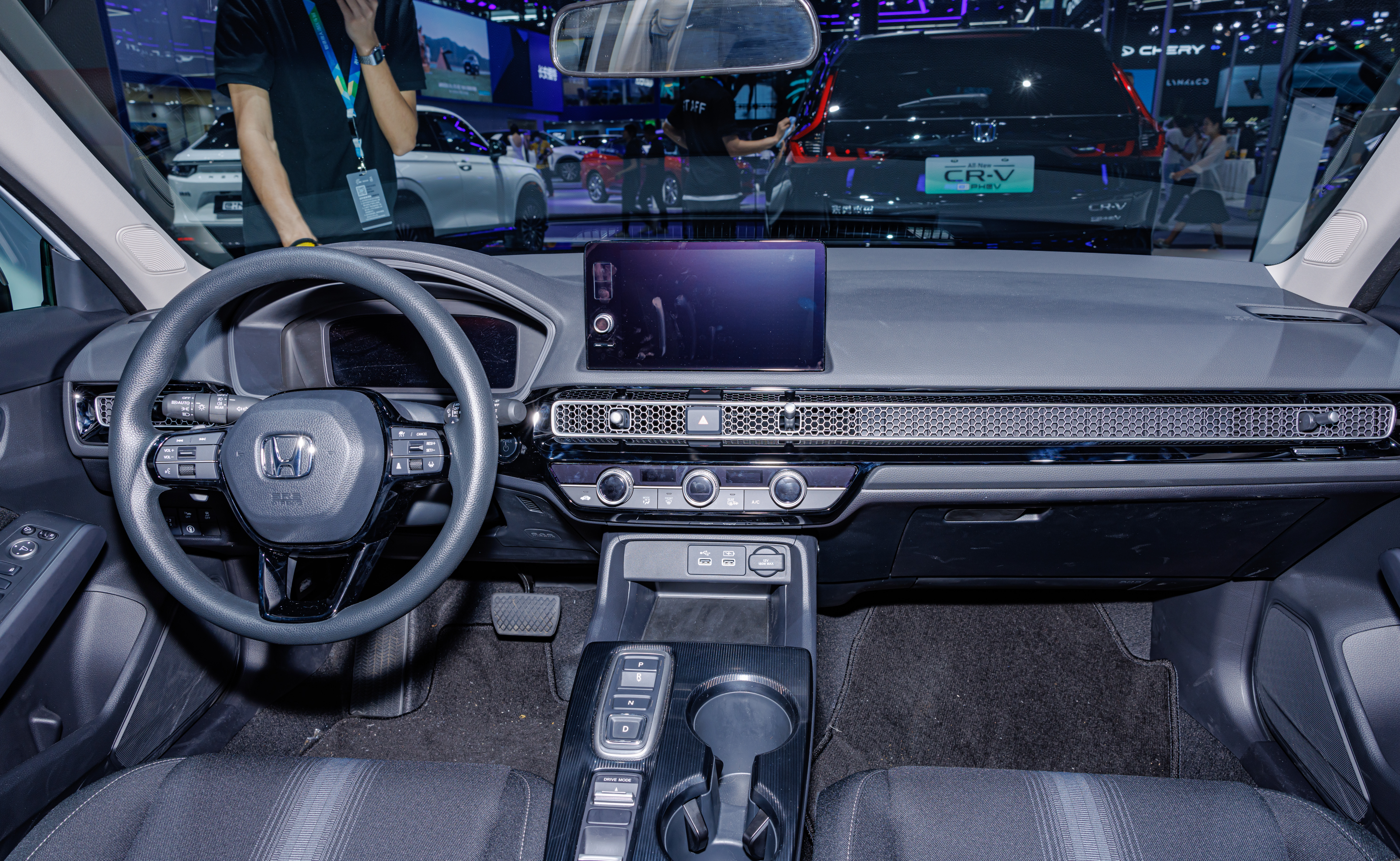

## Оновлення 2024 року
Оновлений Civic був представлений 21 травня 2024 року для моделі 2025 року.   Зміни включають оновлену передню частину із новою решіткою радіатора та новими елементами обробки в колір кузова, нові кольори екстер’єру, новий дизайн легкосплавних дисків, новий сірий колір салону та вбудовану функцію Google для інформаційно-розважальної системи.

Разом із підтяжкою обличчя Civic у 2024 році для ринку Північної Америки було випущено гібридний силовий агрегат седана та хетчбека Civic, що робить його фактичним наступником знятого з виробництва Insight (3-го покоління) . Гібридна трансмісія також замінює 180-сильний двигун L15 з турбонаддувом. K20C2 також був замінений. 

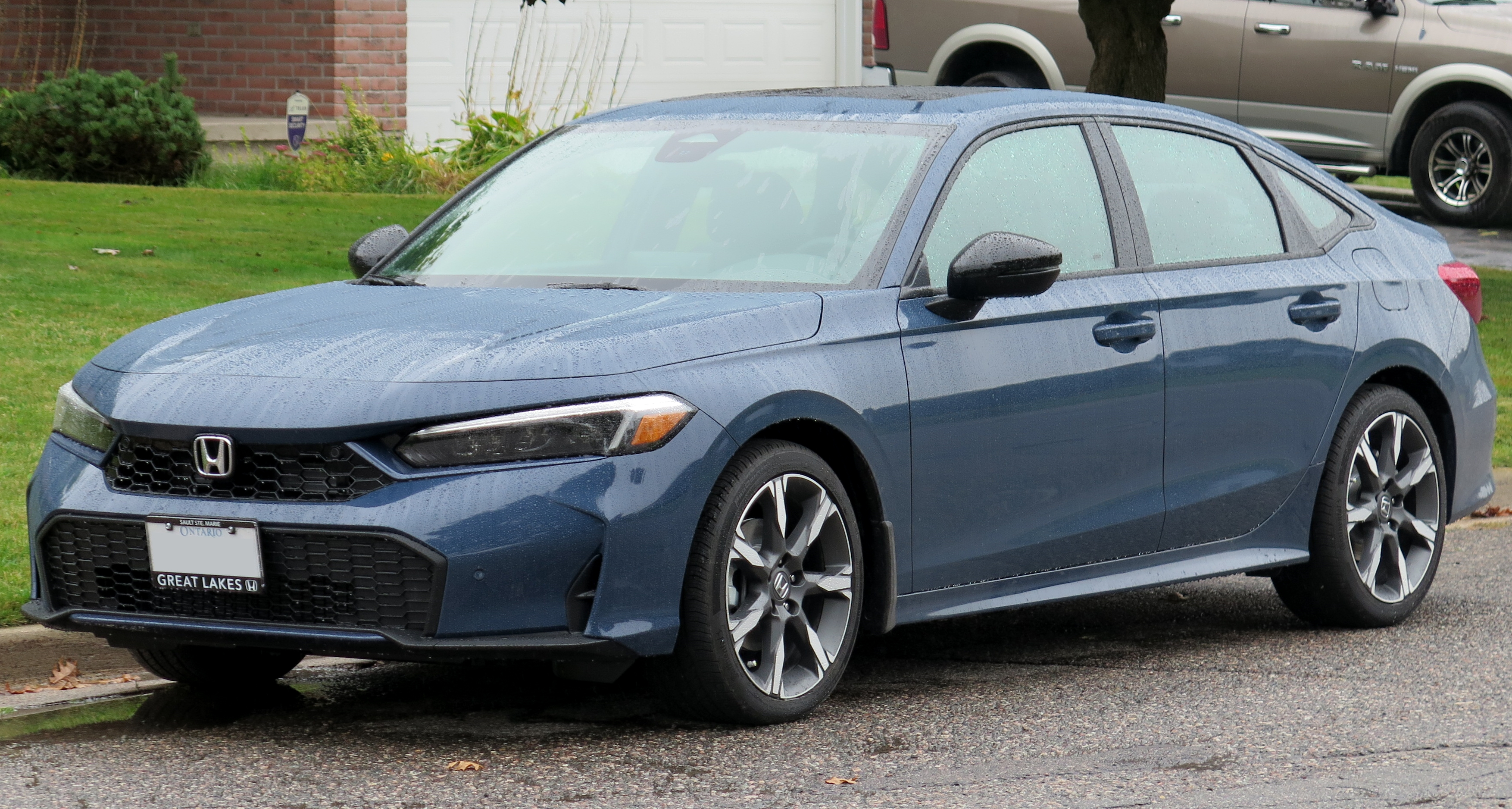
2025 Honda Civic Sport Touring Hybrid
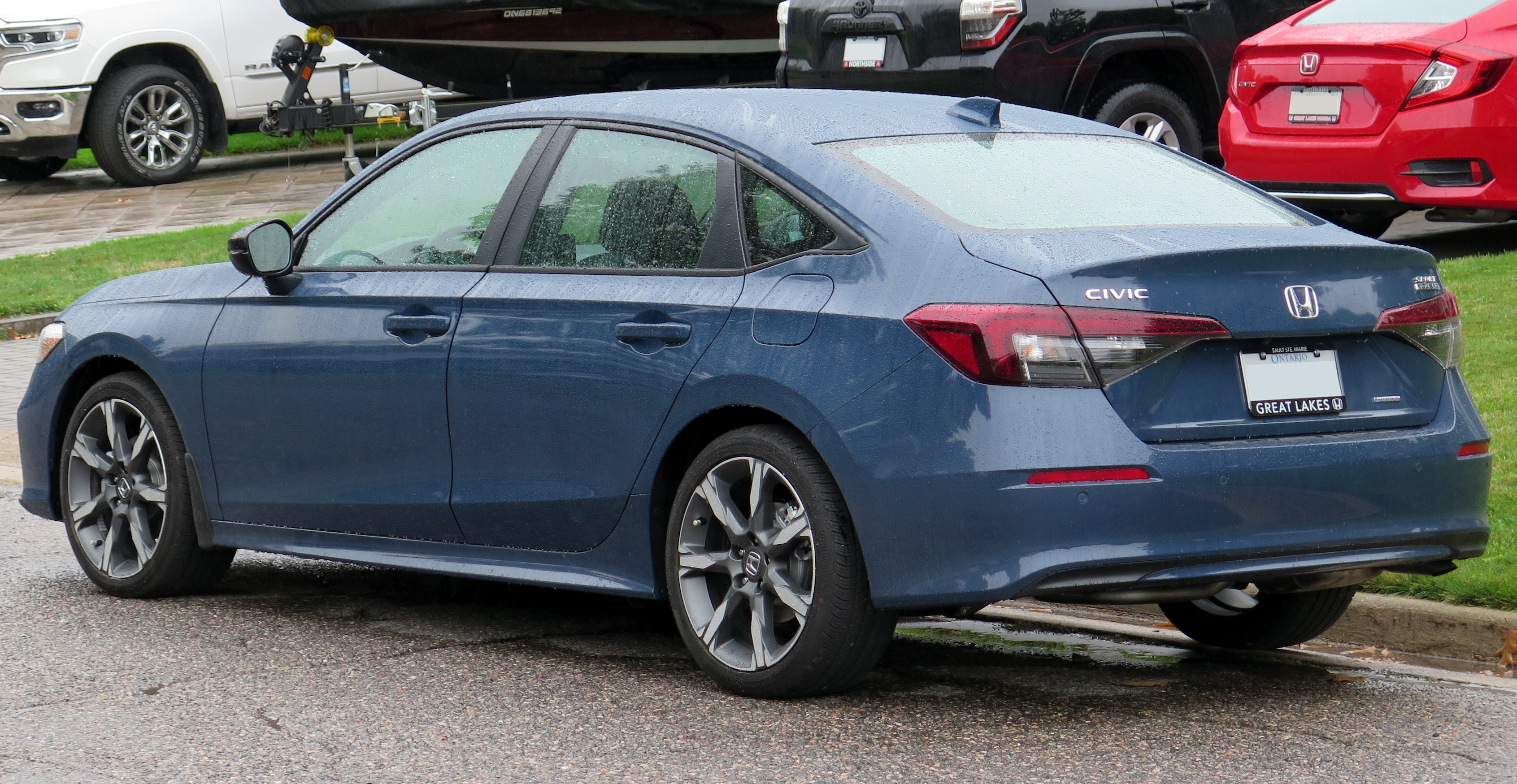

### Civic e:HEV
Гібридна версія, що продається як Civic e:HEV, була представлена 23 березня 2022 року в конфігураціях седан і ліфтбек.  Хетчбек Civic e:HEV став доступним у Японії та Європі   , а седан Civic e:HEV став доступним у Таїланді.   Модель оснащена нещодавно розробленим 2,0-літровим бензиновим двигуном за циклом Аткінсона з безпосереднім уприскуванням у поєднанні з літій-іонною батареєю та двома електродвигунами. Живлення для двигунів подається через компактний 36 кг, 1 кВт/год літій-іонний 72-елементний акумулятор. Honda стверджує що теплова ефективність становить 41%, а сумарний показник викидів CO2 становить 108 г/км (6,1 унція/миля) .
Civic e:HEV замінив Insight у рамках плану зосередитися на гібридних моделях трьох основних моделей, якими є CR-V, Accord і Civic. 

### Civic Type R
Орієнтована на продуктивність та похідна від Civic Hatchback одинадцятого покоління модель була представлена як Civic Type R шостого покоління та була представлена 20 липня 2022 року.  Оснащений розширеними крилами, як і його попередник, FL5, навпаки, отримав розширені задні двері та задню частину замість використання пластикової надбудови для досягнення ширших задніх крил. Він оснащений 2,0-літровим двигуном K20C1, перенесеним з попереднього покоління з поступовими змінами, такими як переглянутий турбокомпресор, номінальна потужність 330 PS (243 кВт; 325 к. с.)

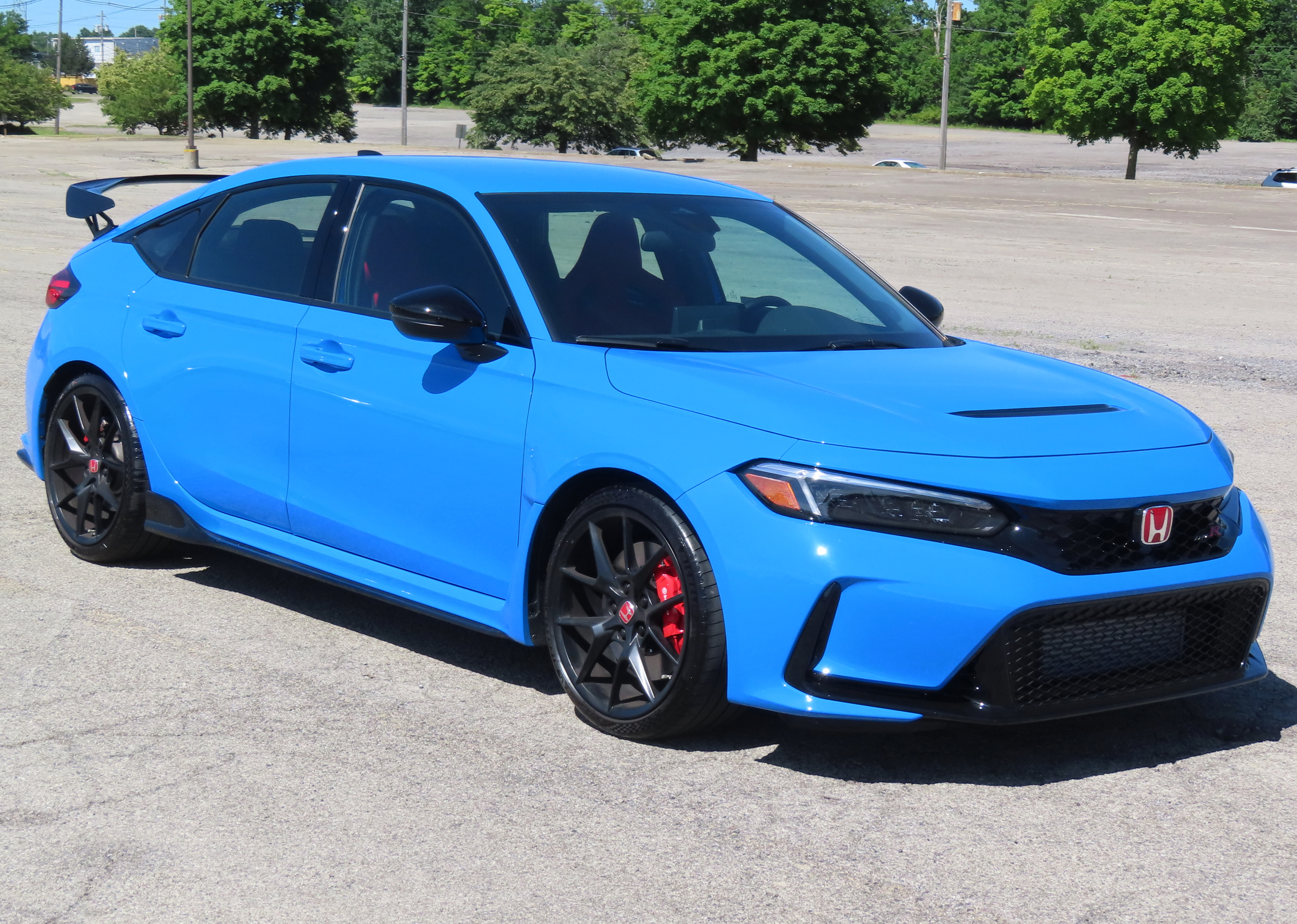
2024 Honda Civic Type R
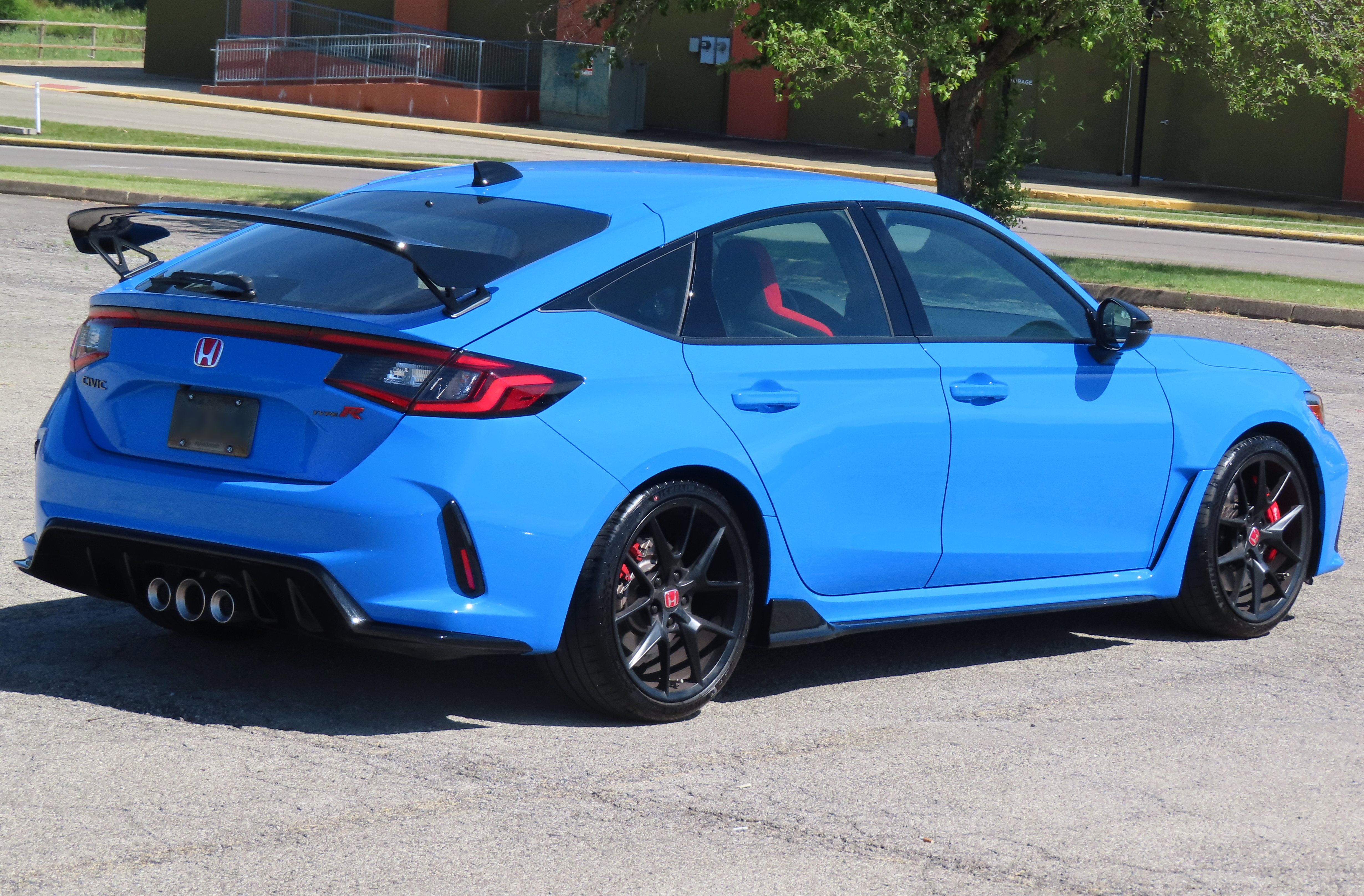
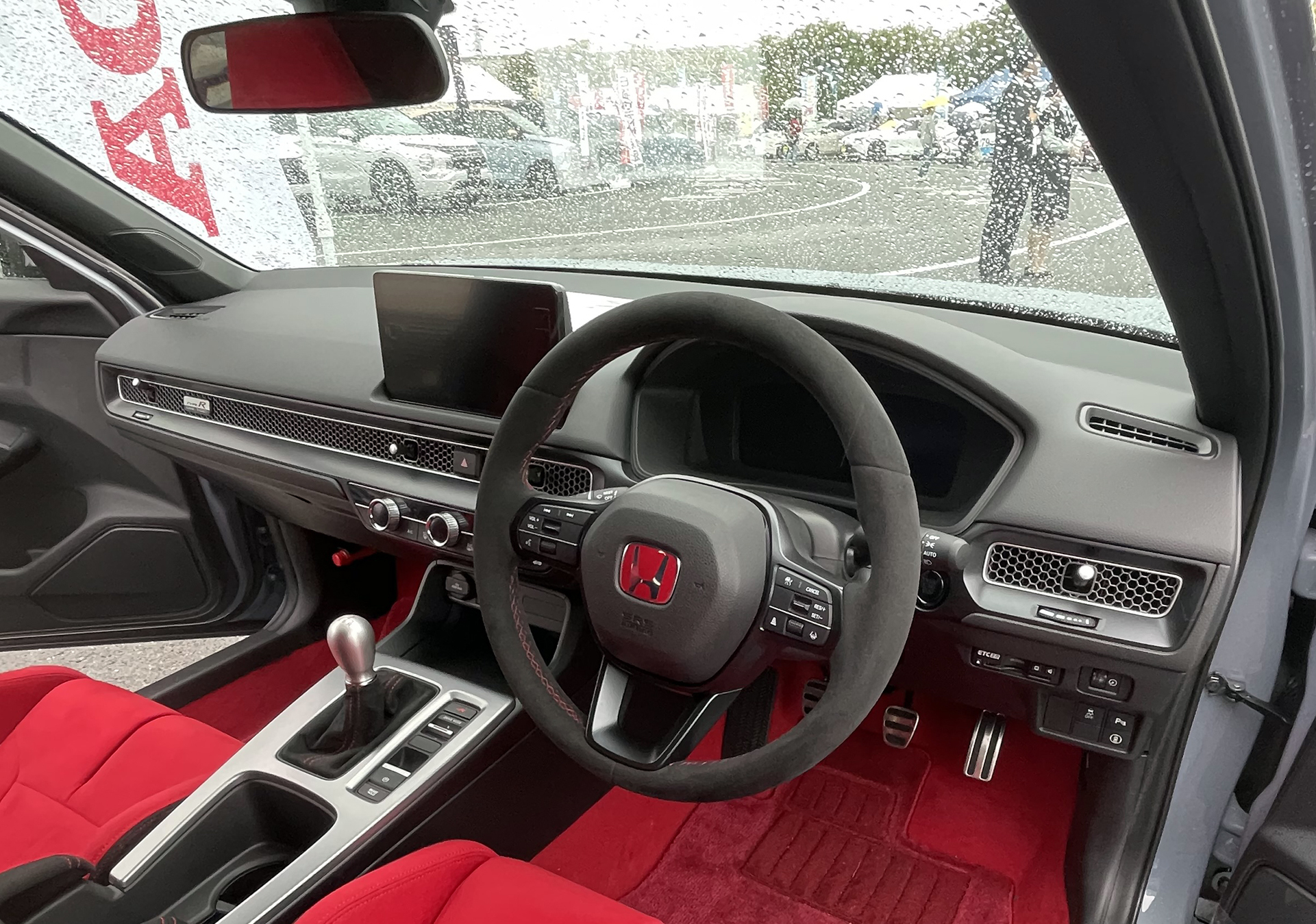

### Si
Версія Civic Si була представлена в жовтні 2021 року для 2022 модельного року. Доступний лише як седан, оскільки кузов купе було припинено, він оснащений потужнішою версією EX і Touring 1,5-літровим бензиновим двигуном з прямим уприскуванням і турбонаддувом і доступний лише з 6-ступінчастою механічною коробкою передач. Si залишається ексклюзивною моделлю Північної Америки, яка продається лише в цьому регіоні.  Двигун має регулювання фаз газорозподілу на впускних і випускних клапанах, а також змінний підйом клапана на випускних клапанах. Виробляє 200 к. с. (149 кВт) і 192 фунт⋅фут (260 Н⋅м) крутного моменту. Пікова потужність досягається при 6000 обертів на хвилину, тоді як максимальний крутний момент на нижньому рівні доступний між 1800 і 5000 об/хв. 

Honda оновила одинадцяте покоління Civic для 2025 модельного року, а оновлений Si доступний для продажу з 8 серпня 2024 року. Механічна коробка передач була перероблена та отримала режим узгодження обертів від Type R. Механічні відмінності включають кращий потік вихлопної системи, фіксовані амортизатори та більші гальмівні ротори.

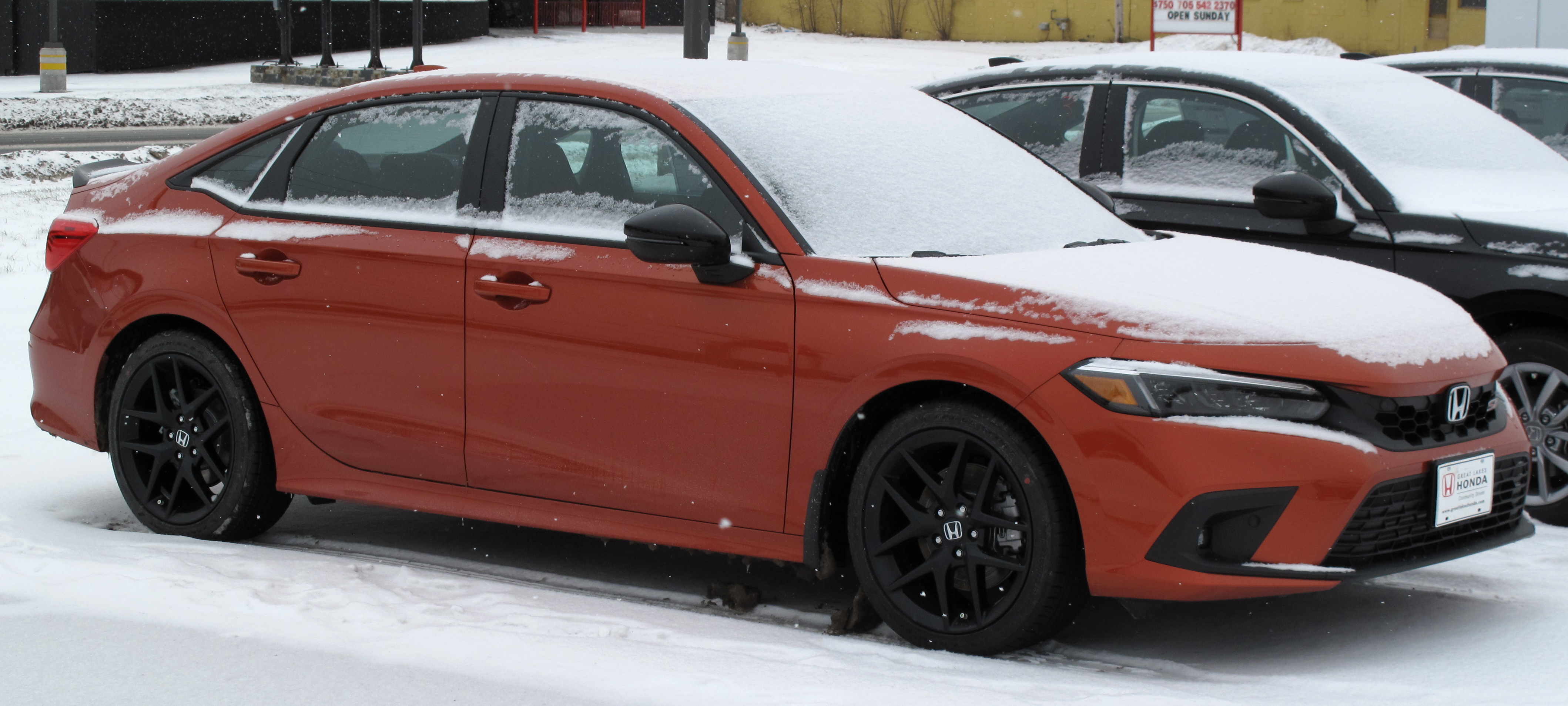
2022 Honda Civic Si
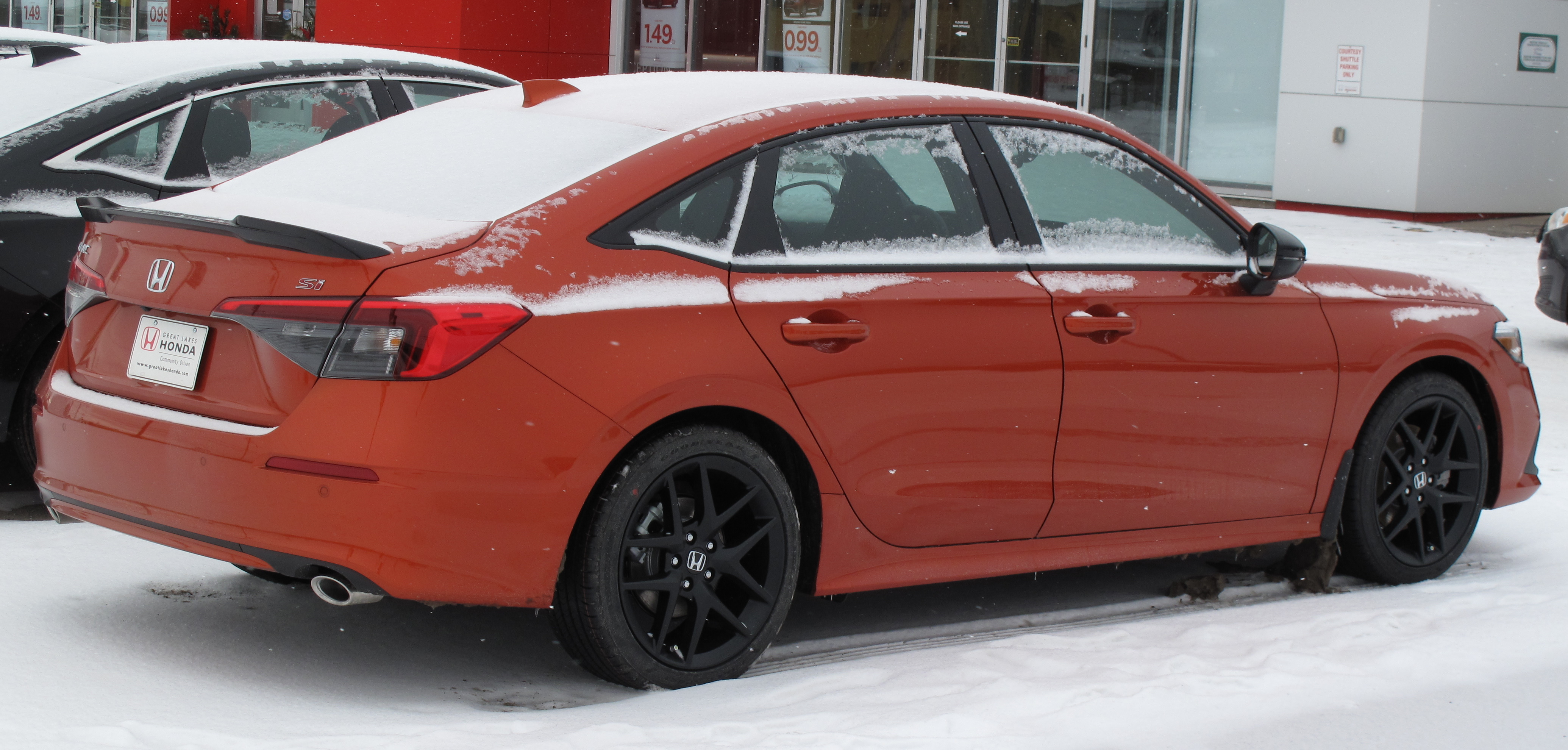

### Honda Integra (Китай)
Седан Civic одинадцятого покоління був випущений у Китаї у вересні 2021 року  У тому ж місяці була випущена рестайлінгова версія виробництва Guangqi Honda під назвою Honda Integra.  Хетчбек Integra був представлений у лютому 2023 року.

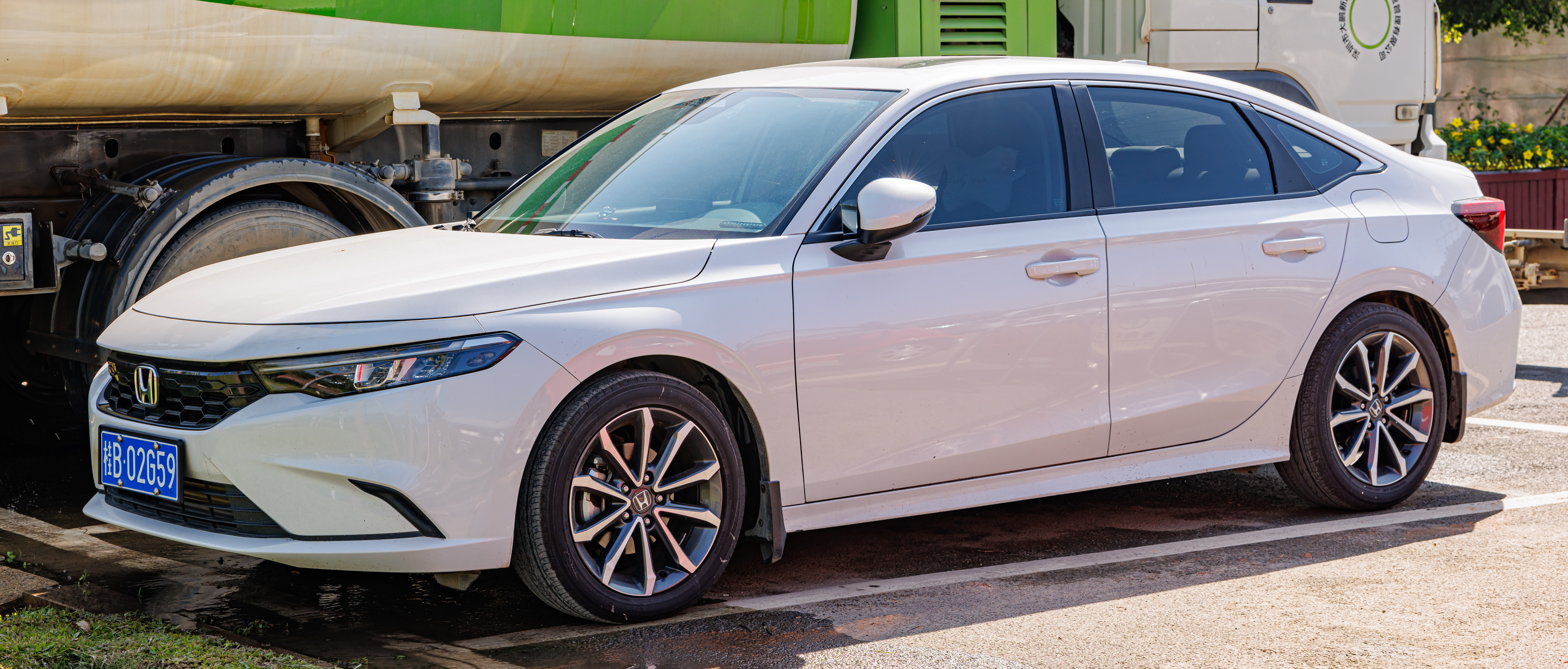
Honda Integra (Китай)
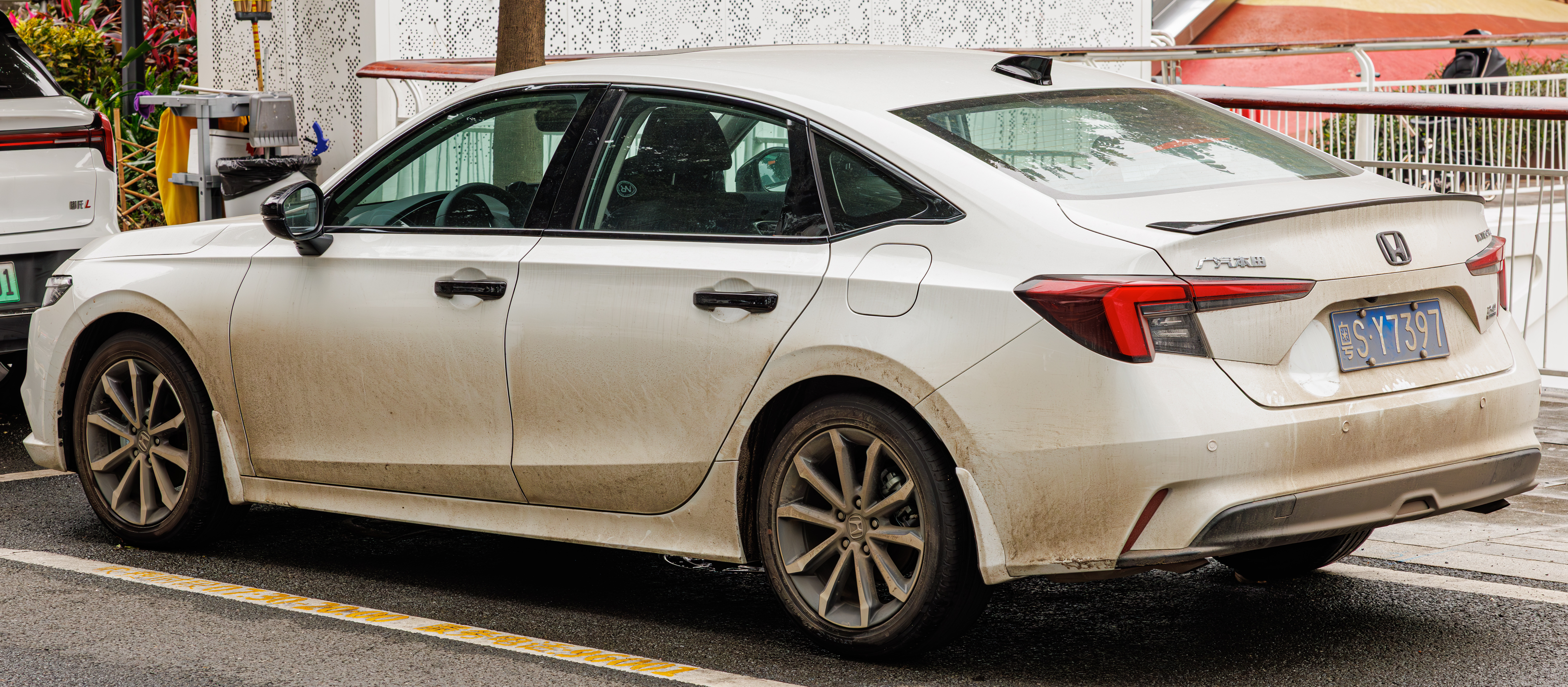

### Mitsuoka M55
Mitsuoka M55 — концепт-кар на базі Honda Civic 11-го покоління. Він має стилістику, навіяну американськими автомобілями 1960-х/1970-х років. 

## Двигуни
Бензин
- 1,5 л L15B7 турбо I4
- 1.5 L L15BG FFV turbo I4
- 1,5 л L15BJ турбо I4
- 1.5 л L15C turbo I4
- 1.5 л L15CA turbo I4 (Civic Si)
- 2.0 л K20C2 I4 (2022–2024)
- 2.0 л K20C9 I4 (2025-)

Гібрид
- 2,0 л LFC I4 (e:HEV)